# 裘宗沪
裘宗沪（1937年—），男，浙江宁波人，中国数学家、数学教育家，曾任中国科学院系统科学研究所研究员，中国数学会理事，中国数学奥林匹克委员会副主席。